# Dorfkirche Grabow (Möckern)

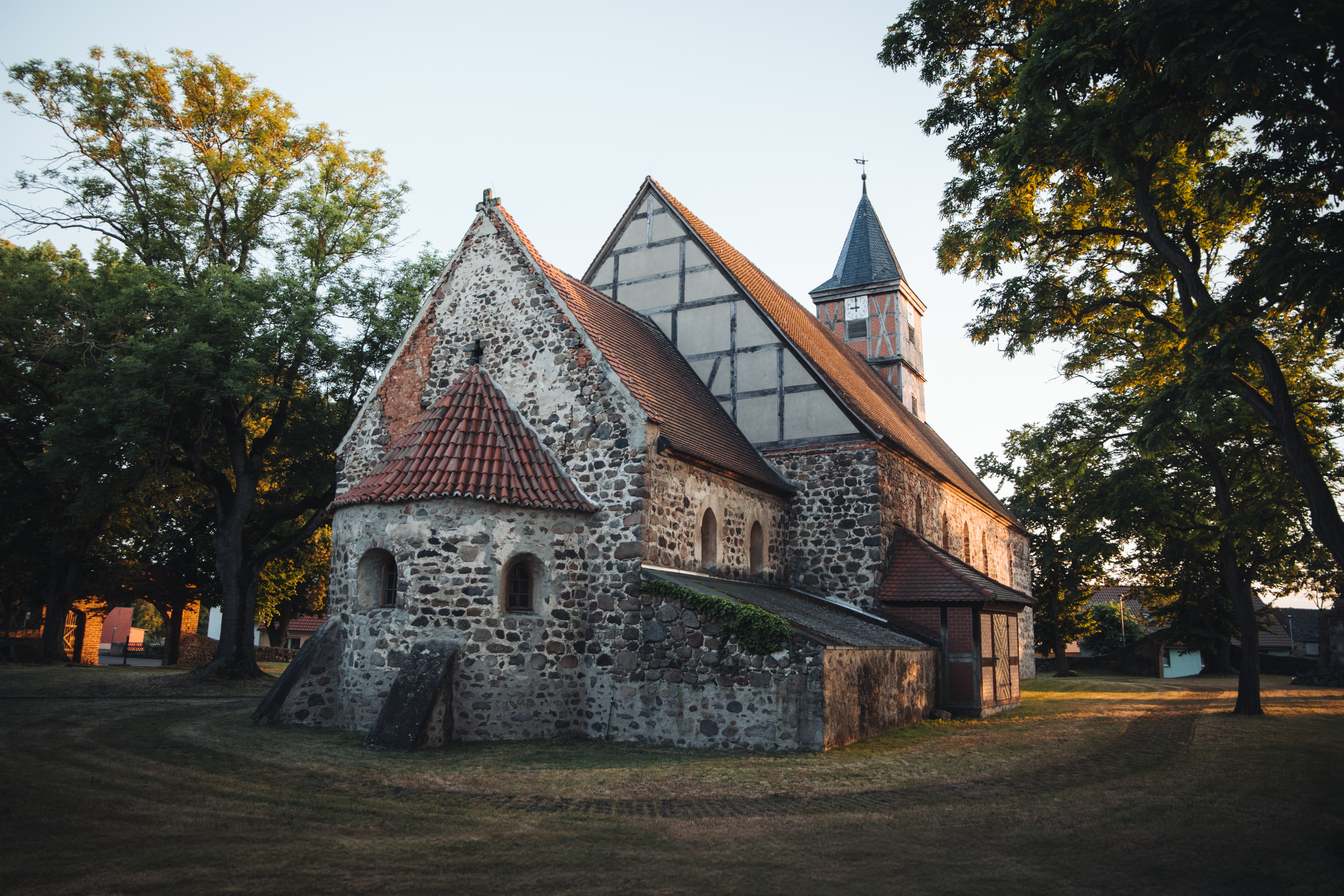
Dorfkirche St. Jakobi in Grabow

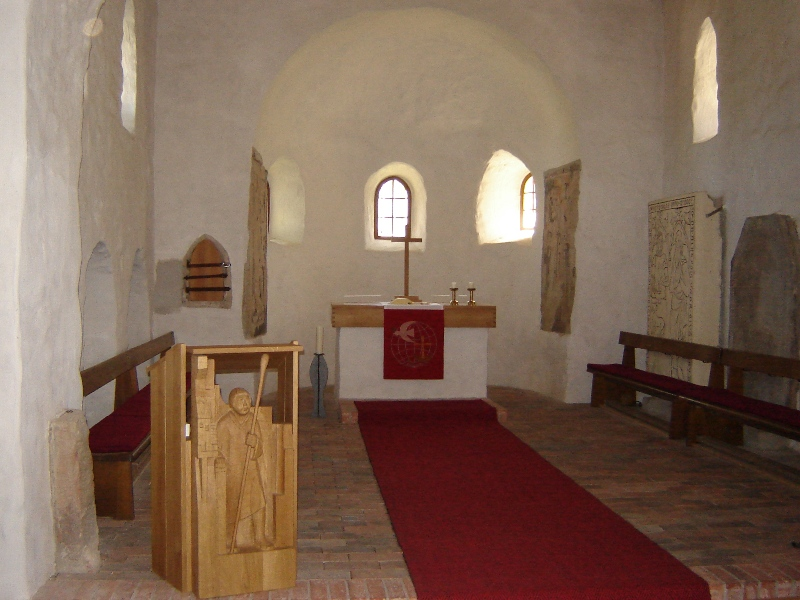
Langhaus, Blick zum Chor

Die Dorfkirche St. Jakobi steht im Kirchenplatz in der Ortschaft Grabow in der Stadtgemeinde Möckern im Land Sachsen-Anhalt. Die Kirche ist ein geschütztes Baudenkmal. Die Kirchengemeinde Grabow gehört zum Kirchenkreis Elbe-Fläming der Evangelischen Kirche in Mitteldeutschland.

## Geschichte
Chor und Apsis entstanden im 12. Jahrhundert, während das Langhaus wahrscheinlich 100 Jahre später erbaut wurde. 1989 erlitt die Kirche einen Brand.

## Architektur
Der spätromanische Kirchenbau aus Feldstein hat ein Langhaus und einen quadratischen Chor mit einer halbrunden Apsis. Ursprünglich war ein querrechteckiger Westturm in Schiffsbreite vorgesehen, er wurde offenbar nicht vollendet und seine Ostwand später wieder herausgebrochen. Das Satteldach des Kirchenschiffs ist daher bis an die Westwand gezogen, und über dem Westgiebel erhebt sich ein quadratischer Dachturm als Fachwerkbau mit einem verschieferten achtseitigen Spitzhelm. Auffallendes Merkmal des Bauwerkes sind seine kleinen, hoch angeordneten Fenster, die leicht spitzbogig geformt sind.
Das Langhausinnere wurde bei der Rekonstruktion mit hölzernen Stützen, die eine hölzerne Balkendecke tragen, in ein dreischiffig erscheinendes Langhaus verwandelt.

## Ausstattung
Der gemalte Flügelaltar von 1595, die Kanzel aus dem frühen 17. Jahrhundert und ein barocker Taufengel wurden wie die gesamte Innenausstattung durch den Brandanschlag von 1989 vernichtet. Nach der Wiederherstellung des Innern trägt das Kirchenschiff eine längsseits verbretterte hölzerne Flachdecke, die mit Holzstützen versehen ist. An der Westseite wurde die ebenfalls aus Holz hergestellte Empore der ursprünglichen in vereinfachter Form nachempfunden.
Die Orgel von Friedrich Ladegast 1866 wurde im Jahr 2000 aus der St.-Jakobi-Kirche in Mutschau hierher übertragen. Sie hat 13 Register auf zwei Manualen und Pedal.

## Grabdenkmäler
Den Brand überstanden haben Grabsteine von 1325 und 1356, letzterer ist ein Doppelgrabstein der Familie von Wulffen. Der runde Grabstein aus Sandstein mit einem eingeritzten Brustbild des 1295 in Grabow gestorbenen Erzbischofs Erich von Magdeburg wurde 2013 restauriert.